# Histidinemie
Histidinemie (ook wel histidinurie genaamd) is een zeldzame stofwisselingsaandoening die autosomaal recessief overerft. De aandoening wordt veroorzaakt door een tekort van het enzym histidase. Histidase is noodzakelijk voor het metabolisme van het aminozuur histidine. In België wordt de aandoening opgespoord door de hielprik (Guthrie-test), in Nederland wordt deze ziekte niet onderzocht via de hielprik.

## Symptomen
Histidinemie wordt gekarakteriseerd door verhoogde bloedwaardes voor histidine, histamine en imidazol in bloed, urine en liquor cerebrospinalis. Verder is er een verlaagde waarde van urocaanzuur in bloed, urine en huidcellen
Hoewel de aandoening asymptomatisch kan verlopen gedurende enkele jaren verschijnen de eerste symptomen toch vaak reeds in de vroege kinderjaren. Frequente symptomen zijn hyperactiviteit, spraakstoornissen, ontwikkelingsachterstand, leerstoornissen en soms mentale retardatie. De meeste patiënten presenteren zich echter met normale intelligentie.

## Prevalentie

Histidinemie erft autosomaal recessief over.

Histidinemie is een eerder zeldzame stoornis. In Japan is het de op een na meest voorkomende aangeboren aandoening van het metabolisme.

## Genetica
De aandoening wordt overgeërfd volgens een autosomaal recessief patroon. Dit betekent dat het defect gen gelokaliseerd is op een autosoom. Twee defecte genen (één van elke ouder) moeten overgeërfd worden vooraleer de ziekte zich manifesteert. Wanneer slechts één defect gen overgeërfd wordt, spreekt men over "dragerschap" van de aandoening. De ouders van een kind met een autosomaal recessieve aandoening zijn meestal slechts dragers van de ziekte (en zijn dus niet zelf ziek). Wanneer beide ouders dragers zijn van het defecte gen bestaat er een kans van 25% dat het kind de ziekte heeft, en een 67% kans dat het kind zelf drager is. De locatie van het gen op het chromosoom is 12q22-24.1.
In een Japanse studie met 50 patiënten werden 4 missense mutaties (R322P, P259L, R206T, en R208L), twee polymorfismes van een exon (T141T c.423A→T en P259P c.777A→G) en twee polymorfismes van een intron (IVS6-5T→C and IVS9+25A→G) gevonden.